# Ligne de Saint-Julien (Troyes) à Saint-Florentin - Vergigny
La ligne de Saint-Julien (Troyes) à Saint-Florentin - Vergigny est une ancienne ligne ferroviaire française, qui reliait la gare de Troyes à celle de Saint-Florentin-Vergigny.

## Histoire
Dès 1869 des études sont lancées pour un projet de chemin de fer entre Troyes et Tonnerre ou  Saint-Florentin. La loi du 17 juillet 1879 (dite plan Freycinet) portant classement de 181 lignes de chemin de fer dans le réseau des chemins de fer d’intérêt général retient en no 26, une ligne « d'Auxerre à Vitry-le-François, par ou près Saint-Florentin, Troyes et Brienne ».
La ligne, partie d'une section de Saint-Florentin à Brienne-le-Château, est déclarée d'utilité publique par une loi le 2 février 1881. Elle est concédée à titre définitif par l'État à la Compagnie des chemins de fer de l'Est par une convention signée entre le ministre des Travaux publics et la compagnie le 11 juin 1883. Cette convention est approuvée par une loi le 20 novembre suivant.
Cette ligne permettait les transports stratégiques partant de Toulouse et Limoges vers la Meuse en cas de conflit[source insuffisante].
La ligne de Saint-Julien à Saint-Florentin - Vergigny n'est achevée qu'en 1891. 
Elle était à double voie mais pendant la Seconde Guerre mondiale, la deuxième voie fut déposée par l'armée allemande. Grâce à la bifurcation de Saint-Julien-les-Villas il était possible de rejoindre directement la Gare de Chaumont ou la Gare de Vitry-le-François depuis la Gare de Saint-Florentin - Vergigny.
Elle est fermée aux voyageurs depuis 1996 mais toujours classée ligne stratégique
Partiellement utilisée pour les marchandises, la ligne est maintenant laissée à l’abandon, la nature commence à envahir les voies.
En septembre 2019, la parcelle Troyes-Roncenay qui servait aux silos de Vivescia, a été neutralisée. la ligne 26 est donc neutralisée dans sa totalité.
Un projet de vélo-rail entre Jeugny et Auxon et en cours de préparation, actuellement l'ASL 26 défriche depuis 2018 cette ancienne voie ferrée et a permis de redonner vie au tunnel permettant aux promeneurs de découvrir cet ouvrage perdu dans la nature et vestige du passé il est accessible en partant de Jeugny à pieds en direction de saint florentin. Le défrichage se poursuit entre St Phal et Auxon. 

Tunnel de Jeugny en 2016
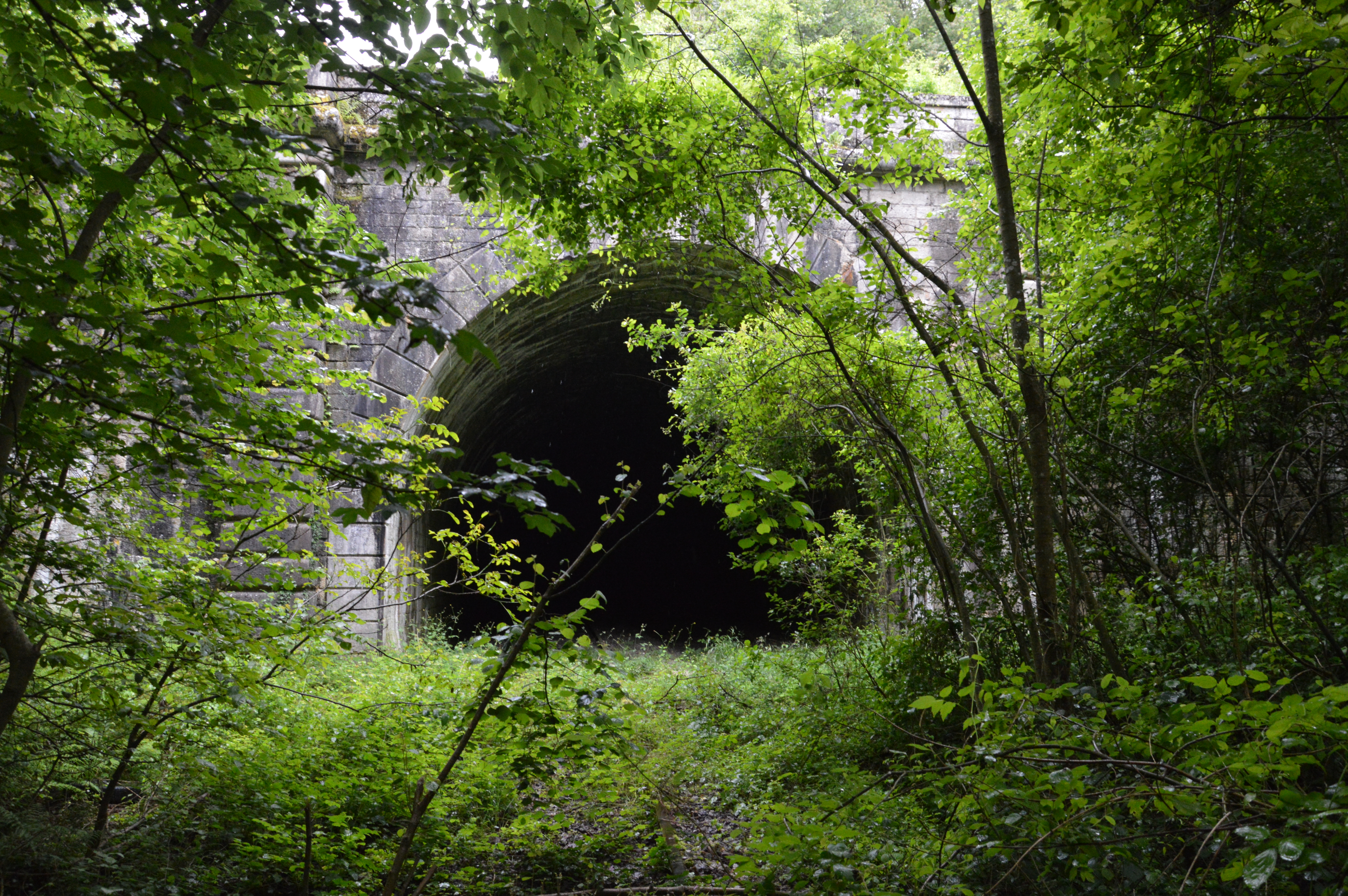
Entrée Est.
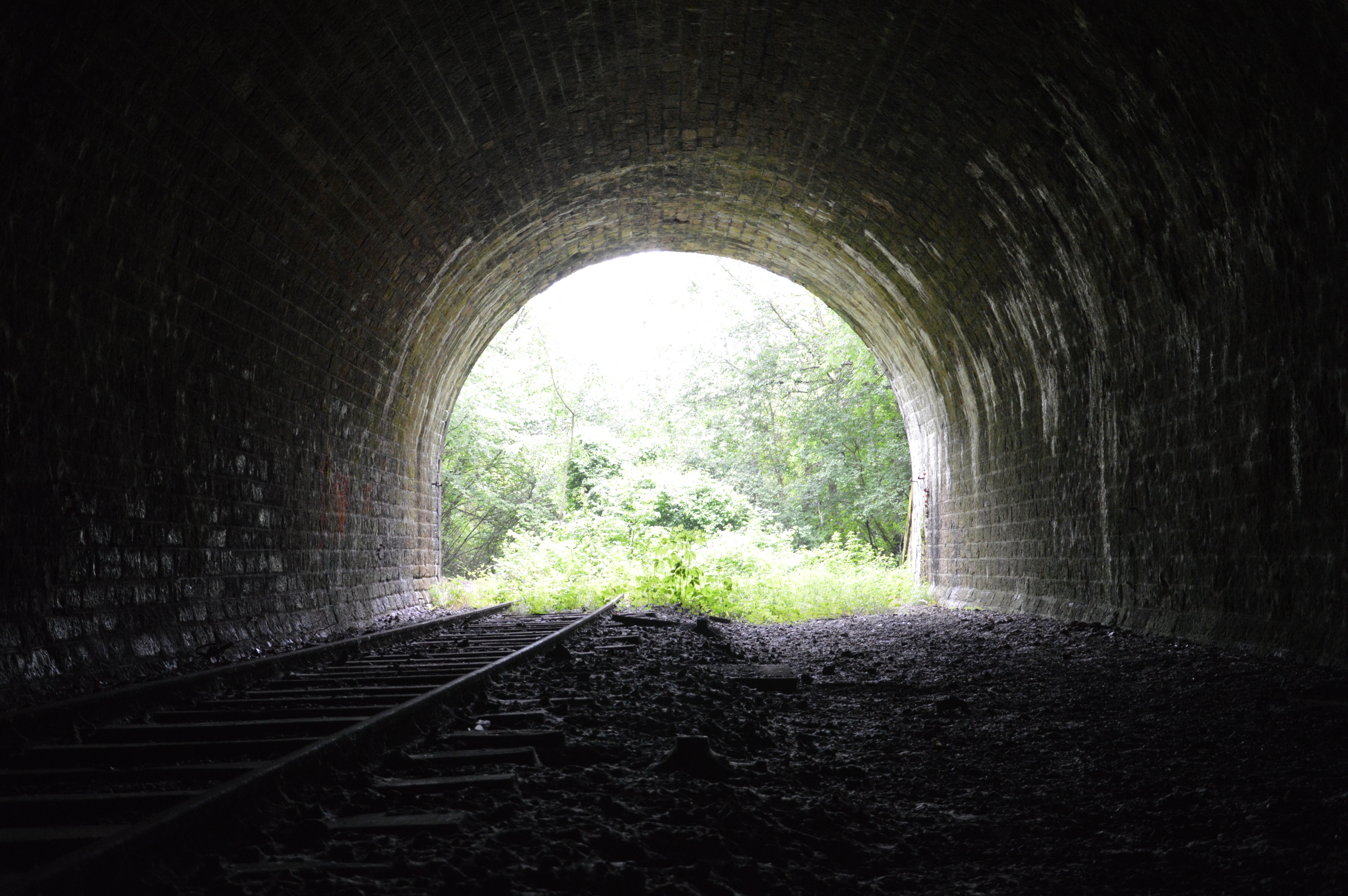
Sortie Ouest.

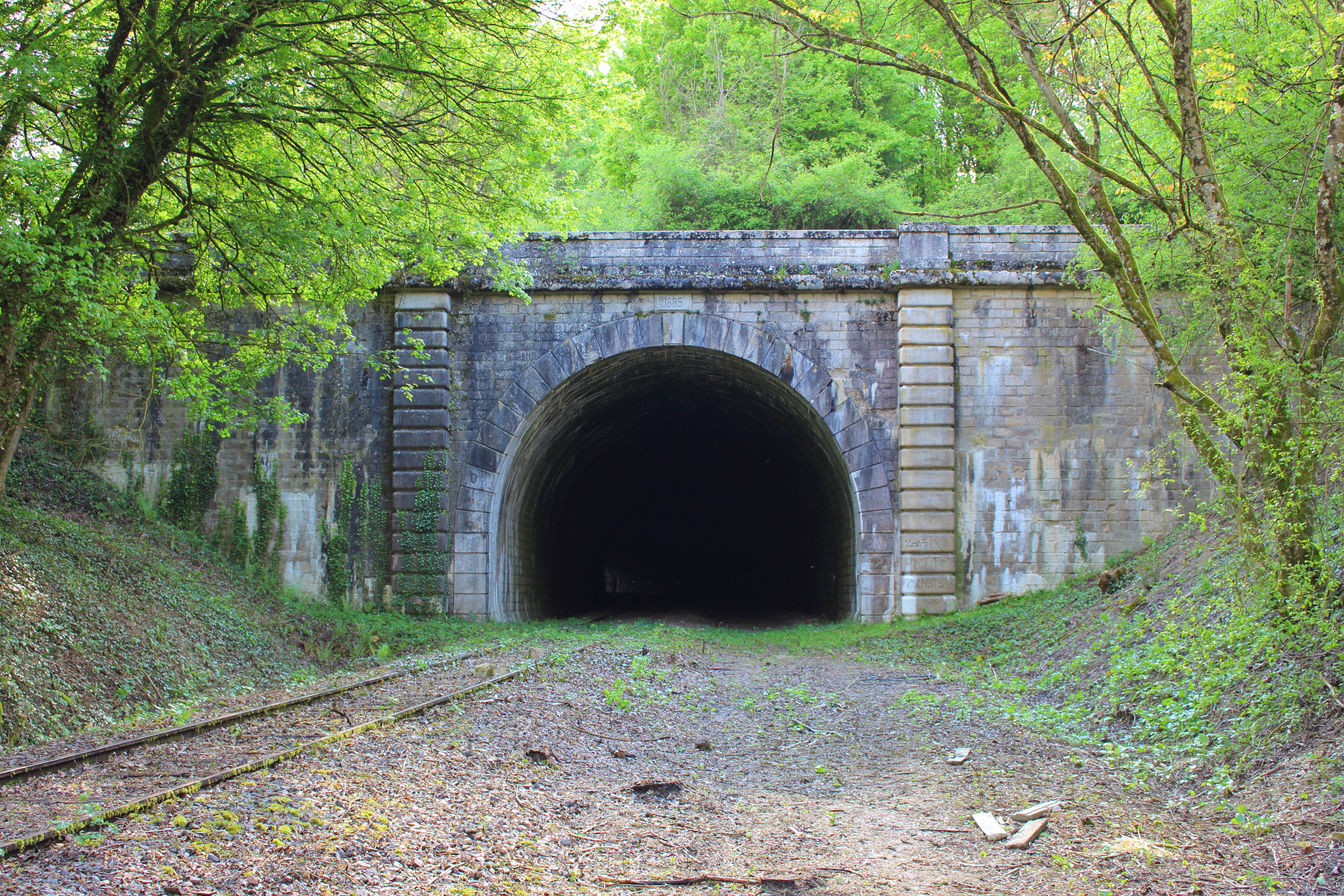
Tunnel accessible et défriché par l'ASL 26 depuis décembre 2018 (entrée coté Jeugny)

La création d'une voie verte de 42 km est projetée sur la ligne, le commencement des travaux étant prévu en 2025